# Париж — Рубе Фамм
Париж — Рубе Фамм (фр. Paris-Roubaix Femmes) — шоссейная однодневная велогонка, проходящая по территории Франции с 2020 года. Является женской версией мужской гонки Париж — Рубе.

## История
Гонка была создана в 2020 году, спустя 125 лет после создания мужской гонки, по инициативе UCI в сотрудничестве с A.S.O.. Она сразу была включена в календарь Женского мирового тура UCI. Её дебют должен был состояться в апреле того же года. Но из-за пандемии COVID-19 он сначала был перенесён на октябрь, а потом и отменён.
В 2021 году гонка снова была запланирована на апрель, но из-за продолжавшейся пандемии COVID-19 её перенесли на начало октября.
Дебют гонки в итоге состоялась 2 октября 2021 года Она завершилась победой Элизабет Дейнан, преодолевшей по сырой трассе в одиночном отрыве 82,5 км включивших все 17 брусчатых участков дистанции.

## Маршрут
В отличие от мужской гонки, женская гонка стартует в Денене, а финиширует также в Рубе на велодроме Андрэ-Петрио. Маршрут включает те же брусчатые участки, которые называют паве (фр. pavé), что и мужская включая Mons-en-Pévèleи Carrefour de l’Arbre. Но их общее количество меньшем чем в мужской гонке.

## Призёры
| Год  | Победитель          | Второй           | Третий              |
| ---- | ------------------- | ---------------- | ------------------- |
| 2021 | Элизабет Дейнан     | Марианна Вос     | Элиза Лонго Боргини |
| 2022 | Элиза Лонго Боргини | Лотте Копеки     | Люсинда Бранд       |
| 2023 | Элисон Джексон      | Катя Рагуза      | Марта Трёйен        |
| 2024 | Лотте Копеки        | Элиза Бальзамо   | Пфейффер Джорджи    |
| 2025 | Полин Ферран-Прево  | Letizia Borghesi | Лорена Вибес        |